# Барси
Барси (фр. Barcus) насеље је и општина у југозападној Француској у региону Аквитанија, у департману Атлантски Пиринеји која припада префектури Олорон Сен Мари.
По подацима из 2011. године у општини је живело 714 становника, а густина насељености је износила 15,21 становника/km². Општина се простире на површини од 47 km². Налази се на средњој надморској висини од 328 метара (максималној 793 m, а минималној 176 m).

## Демографија
| 1962. | 1968. | 1975. | 1982. | 1990. | 1999. | 2011. |
| ----- | ----- | ----- | ----- | ----- | ----- | ----- |
| 1.101 | 990   | 957   | 916   | 788   | 774   | 714   |

График промене броја становника у току последњих година